# Curatele (Nederland)
Curatele is een rechterlijke maatregel ter bescherming van een meerderjarige die als gevolg van een lichamelijke of geestelijke toestand, dan wel een gewoonte van drank- of drugsmisbruik, niet in staat is om zijn of haar belangen behoorlijk waar te nemen of de eigen veiligheid of die van anderen in gevaar brengt. Instellen van de maatregel betekent dat de betreffende persoon handelingsonbekwaam wordt en een curator als wettelijk vertegenwoordiger de belangen behartigt. Het kan gaan om een tijdelijke of duurzame situatie. Curatele is in Nederland geregeld in Boek 1 van het Burgerlijk Wetboek, en wel in Titel 16 van artikel 1:378 tot en met 1:391. De wet is per 1 april 2014 herzien. 

## Terminologie

### Curandus
Iemand die na een rechterlijke uitspraak onder curatele gesteld is. Curandus is het gerundivum van het Latijnse curare (zorgen), curandus betekent in deze context dan  "hij voor wie gezorgd moet worden". 

### Curator
De vertegenwoordiger van de curandus. De rechter die de curatele over een iemand uitspreekt, benoemt ook een curator (in het Latijn 'verzorger, voogd' betekenend). De curator behartigt zowel de persoonlijke als de zakelijke (veelal financiële) belangen van de curandus. De functie van curator bestaat ook wanneer een faillissement is uitgesproken, dat is juridisch echter een andere situatie dan de curatele en er gelden andere regels.

## Gronden voor curatele
In artikel 1:378 van het Burgerlijk Wetboek worden de limitatieve redenen opgesomd voor curatele:
- niet in staat de eigen belangen behoorlijk waar te nemen
- in gevaar brengen van de eigen veiligheid of die van anderen
- als gevolg van zijn lichamelijke of geestelijke toestand, dan wel
- als gevolg van een gewoonte van drank- of drugsmisbruik.

Tot 1 januari 2014 bevatte het artikel hiernaast nog de grond 'verkwisting'. Deze is met de wetswijziging van Titel 1.16 geschrapt uit het artikel. Verkwisting werd als grondslag voor een juridische maatregel onvoldoende geacht om een persoon de handelingsbekwaamheid te ontnemen. Bij verkwisting is nog wel een maatregel mogelijk, het beschermingsbewind, daarbij worden alleen de goederen van een persoon onder bewind gesteld, niet de persoon zelf.

## Gevolgen van curatele
Curatele is een zeer ingrijpende maatregel voor de persoon die het aangaat en in de zin van het zelfbeschikkingsrecht dat alle burgers in de Europese Unie toekomt, een van de grondpeilers voor een democratische rechtsstaat. Als gevolg van de ondercuratelestelling is een curandus juridisch niet meer bevoegd zelfstandig rechtshandelingen te verrichten, de persoon wordt handelingsonbekwaam. Hij/zij is bijvoorbeeld niet meer zelfstandig bevoegd tot het sluiten van overeenkomsten als koop of huur. Indien een curandus niettemin een overeenkomst sluit, mag degeen met wie de overeenkomst is gesloten daarop af gaan maar de curator kan deze overeenkomst vernietigen (ongedaan maken). Uitzondering hierop is het beschikken over geld dat de curandus voor zijn levensonderhoud ter beschikking is gesteld zoals, maar niet alleen, huishoudgeld, zakgeld en kleedgeld (art. 1:381 lid 5 BW).
Wie wegens een gewoonte van drank- of drugsmisbruik onder curatele staat, blijft bekwaam tot het verrichten van familierechtelijke handelingen voor zover de wet niet anders bepaalt (art. 1:382 BW). Om een huwelijk aan te gaan heeft hij/zij echter toestemming nodig van de curator (art. 1:37 BW). Weigert deze toestemming, dan kan hij/zij op verzoek van de curandus vervangen worden door toestemming van de kantonrechter. Voor wie wegens geestelijke stoornis onder curatele staat, geldt dat toestemming van de kantonrechter hiervoor sowieso vereist is.

### Verschil met beschermingsbewind
Een lichtere maatregel dan ondercuratelestelling is het beschermingsbewind. Dat is een bewindsvorm waarbij de goederen van belanghebbende onder bewind worden gesteld, de belanghebbende blijft handelingsbekwaam. Voor bepaalde beschikkingshandelingen in juridische zin, is toestemming nodig van de bewindvoerder.

### Onderscheid handelings(on)bekwaam - wils(on)bekwaam
Van belang is de afbakening tussen het begrip handelingsbekwaamheid en het begrip wilsbekwaamheid of feitelijke bekwaamheid. Wilsbekwaam duidt op het vermogen om in een bepaalde situatie, onder bepaalde omstandigheden, op een bepaald moment een beslissing te kunnen nemen waarvan de gevolgen kunnen worden overzien. Iemand die onder curatele staat is handelingsonbekwaam maar dat brengt niet automatisch mee dat deze persoon ook wilsonbekwaam is. Zo werd een 105-jarige vrouw die onder curatele stond, op basis van een deskundigenrapport door de hoogste rechter bekwaam geacht haar testament op te stellen.

## Burgerrechten
Tot 2004 was aan burgers die onder curatele waren geplaatst wegens wilsonbekwaamheid deelname aan verkiezingen ontzegd. Een Nederlandse burger die zelf onder curatele stond, Martijn Greuter, vond het onrechtvaardig dat hem met de curatele ook burgerrechten waren afgenomen. Hij lokte een besluit uit waarbij hem werd geweigerd te stemmen en startte een bestuursrechtelijke procededure. Daar werd hij in hoogste instantie, de Raad van State in het gelijk gesteld.  De Raad stelde dat het categoraal uitsluiten van het kiesrecht van mensen die onder curatele staan in strijd kan zijn met het Internationaal Verdrag Burgerlijke en Politieke Rechten. Deze rechterlijke uitspraak betekende dat Nederlandse wetgeving veranderd moest worden, daarvoor was een grondwetswijziging en een wijziging van de kieswet noodzakelijk.

## Aanvragen van ondercuratelestelling
Een verzoek tot ondercuratelestelling dienst te worden ingediend bij de sector kanton van de rechtbank in het rechtsgebied (arrondissement) waar de betrokkene woont. Voor een verzoek tot ondercuratelestelling is geen advocaat nodig.  Als het verzoek bij de rechtbank is ontvangen, volgt er een zitting. Op de zitting vraagt de rechter de mening van de betrokkene, de partner en familieleden van de betrokkene over de gevraagde maatregel. De familieleden die schriftelijk hebben verklaard dat zij met de maatregel instemmen, worden in de regel niet meer voor de zitting opgeroepen. Wel wordt de mening van de betrokkene gevraagd. Als de betrokkene zelf niet op de zitting kan verschijnen, kan de rechter op de verblijfslocatie komen (meestal een instelling), waar hij/zij verblijft. De maatregel gaat in op de dag dat de rechter de uitspraak doet. Aan de behandeling van de aanvraag zijn kosten (griffierechten) verbonden, die door de curandus dienen te worden voldaan. 
In de aanvraag voor ondercuratelestelling wordt een voorstel gedaan voor een curator. Een curator is altijd een natuurlijk persoon en kan geen rechtspersoon (bijvoorbeeld een instelling) zijn. Een curator mag zelf niet onder curatele of bewind staan.
Voor het aanvragen of wijzigen van curatele bestaan speciale formulieren, die onder andere online en bij de griffies van de rechtbanken beschikbaar zijn.

## Beëindiging
Curatele eindigt:
- als de curandus zelf weer de belangen kan behartigen. In zo'n geval dient de rechter de maatregel echter wel eerst op te heffen.
- als de curandus overlijdt;
- als de curatelemaatregel voor een bepaalde periode is afgesproken, eindigt de maatregel automatisch na deze periode.

Beëindiging van de maatregel tijdens het leven van de curandus kan alleen door opheffing van deze maatregel door de kantonrechter. Voor de opheffing van de ondercuratelestelling dient een verzoek gedaan te worden bij de betreffende rechtbank door de betrokkene, de partner of verwanten tot in de vierde graad. 
Verder eindigt de curatele als die door een onderbewindstelling of een mentorschap wordt vervangen. Omgekeerd eindigt de onderbewindstelling of het mentorschap ook als die door een ondercuratelestelling wordt vervangen. 
De taak van de curator eindigt bij het opheffen van de maatregel. Andere redenen voor de beëindiging van de taak van de curator zijn het overlijden of het ontslag van de curator.

## Curator
In principe kan iedereen die meerderjarig is tot curator worden benoemd. Bij de benoeming van een curator dient zoveel mogelijk de uitdrukkelijke voorkeur te worden aangehouden van de rechthebbende (curandus). Na de curandus komen de partner van de betrokkene in aanmerking, en vervolgens de overige familieleden tot in de vierde lijn.
Volgens de wet kan de kantonrechter slechts één curator benoemen. De Hoge Raad heeft echter op 1 december 2000 beslist dat er twee curatoren benoemd kunnen worden als het gaat om ouders wier (meerderjarige) kind onder curatele gesteld wordt. Beide ouders blijven dan samen formeel verantwoordelijk voor hun meerderjarige kind.

### Verplichtingen
De curator dient een inventarisatie te maken van hetgeen de onder curatele gestelde ten tijde van de instelling van de curatele aan vermogensbestanddelen in bezit heeft. Daarnaast dient hij/zij een boedelbeschrijving te verstrekken inclusief een overzicht van de lopende inkomsten en uitgaven. Nadat de curator de boedelbeschrijving heeft ingediend, dient de curator periodiek - in de regel ieder jaar - rekening en verantwoording over het gevoerde beheer af te leggen aan de rechtbank. 
De curator behartigt naast de financiële of zakelijke belangen, ook belangen als verzorging, verpleging, behandeling of begeleiding. De curator dient de onder curatele gestelde, indien mogelijk, altijd zo veel mogelijk te betrekken bij de keuzes die de curator maakt of wil maken. De curator dient de onder curatele gestelde te stimuleren om zo veel mogelijk zelf te beslissen en te doen, als hij/zij daartoe in staat is. Dit wordt ook wel genoemd het stimuleren van de zelfredzaamheid van de onder curatele gestelde. Als de onder curatele gestelde daar niet toe in staat is - de onder curatele gestelde is dan ‘wilsonbekwaam’ - beslist de curator samen met de hulpverlener over zaken zoals bijvoorbeeld de medische behandeling, of over het zorgplan. 
De inkomsten van de onder curatele gestelde - veelal een uitkering - dienen in de eerste plaats te worden besteed aan zijn of haar verzorging.

### Bevoegdheden
De curator kan ook op persoonlijk vlak advies geven, bijvoorbeeld over het wel of niet omgaan met bepaalde mensen. Hij/zij bepaalt de verblijfplaats van de betrokkene, tenzij het om een gedwongen opname in een psychiatrisch ziekenhuis gaat. 
De curator mag niet vertegenwoordigend optreden als het om een hoogst persoonlijke rechtshandeling gaat. Dit is een rechtshandeling waarbij het zozeer op de mening van de onder curatele gestelde zelf aankomt, dat alleen hij/zij mag beslissen. 
Zo mag een curator geen testament voor de wilsonbekwame onder curatele gestelde maken. Ook mag er geen, namens de onder curatele gestelde, schriftelijke wilsverklaring gegeven worden, waarbij de toestemming voor medische verrichtingen wordt geweigerd.
Er mag wel een non-reanimatie verklaring worden opgesteld. Tevens is het mogelijk dat de curator de wens formuleert de onder curatele gestelde te laten versterven (geen voeding en water toedienen als de onder curatele gestelde in coma is geraakt). Euthanasie en de bijbehorende verklaringen mogen niet.

### Vergoeding
Een curator kan een vergoeding krijgen. Voorheen had de curator in ieder geval recht op een wettelijke beloning van 5% van de netto-opbrengst van alles wat onder de curatele viel. Dit kan bijvoorbeeld rente of dividend en opbrengsten uit vruchtgebruik zijn. Met ingang van 1 januari 2014 is dit gewijzigd, omdat deze opbrengst voor curatoren veelal niet meer toereikend was om de kosten te dekken. De nieuwe (maximale) vergoedingen zijn bepaald door het Landelijk Overleg Vakinhoud Civiel en Kanton (LOVCK). Deze zijn voornamelijk gebaseerd op de werkelijke kosten op basis van een gemiddelde voor alle onder curatele gestelden.

### Toezicht curator
De rechtbank, sector kanton, houdt toezicht op de curator. De kantonrechter kan de curator te allen tijde voor verhoor bij hem/haar roepen. De curator is dan verplicht alle door de kantonrechter gewenste inlichtingen te verstrekken.

### Wetswijziging curatele
Sinds 1 januari van 2014 is de wet gewijzigd rondom curatele, beschermingsbewind en mentorschap, omdat de oude wetgeving aanpassing nodig had. Zo is verkwisting als grondslag voor curatele verdwenen en toegevoegd aan beschermingsbewindvoering (schuldenbewind). Ook de vergoeding voor de curator van 5% van hetgeen onder curatele staat, is veelal niet toereikend of passend te noemen.

## Register
Op basis van achternaam en geboortedatum kan iedereen opvragen of iemand onder curatele staat.